# 李肃 (东汉)
李肅（2世纪？—192年），并州五原人，東漢末年人物，騎都尉，曾參與誅殺董卓。

## 生平
初平三年（192年），領親兵十餘人，偽裝衛士守衛掖門。董卓到來時，李肅以戟刺董卓，為董卓裝甲所阻，董卓手臂受傷後墜下馬車，遭呂布擊殺。後李肅又被呂布派往攻擊牛輔，敗退弘農，因戰敗被呂布誅殺。

## 藝術作品
- 三国演义：三国演义中的李肃原本为董卓帐下虎贲中郎将。因与吕布同乡，主动请命为董卓说服吕布来降。诸侯联军伐董卓之际，李肃协同华雄镇守汜水关，为华雄出谋划策，击败缺粮的孙坚军。后王允、吕布策划诛杀董卓，拉拢李肃同谋，李肃因久不升迁，心怀不满，与吕布一拍即合，共同谋杀了董卓，又为吕布先锋与牛辅军交战，兵败后被吕布斩首示众。
- 三國志平話：為飛將軍李廣後裔，對其英勇形象描述較多[1]，被稱為「萬夫不當之勇」，董卓死後欲殺呂布，被王允勸止。
- 火鳳燎原（陳某）:於行刺董卓篇時登場，在呂布實行殺害時負責鎮守宮門，在董卓死後在和牛輔交戰時被賈詡打敗，被呂布斬首。